# Moravița
Moravița (in ungherese Temesmóra, in tedesco Morawitz) è un comune della Romania di 2483 abitanti, ubicato nel distretto di Timiș, nella regione storica del Banato. 
Il comune è formato dall'unione di 4 villaggi: Dejan, Gaiu Mic, Moravița, Stamora Germană.